# Gustav Birth
Gustav Birth (* 2. März 1887 in der Kolonie Mirau bei Mariupol, Gouvernement Jekaterinoslaw; † 3. Dezember 1937 auf der Halbinsel Kola) war ein russlanddeutscher Pastor der evangelisch-lutherischen Kirche.

## Leben
Birth war Sohn von Jakob Birth und dessen Frau Karoline geb. Koschke. Er besuchte die örtliche Volksschule und die Zentralschule der Kolonie Grunau. 1905 bestand er das Volkslehrerexamen. Zur weiteren Schulbildung verhalf ihm der örtliche Pastor. 1908 trat er in die 6. Klasse des Treffnerschen Privatgymnasiums in Dorpat ein. Die Abiturprüfung bestand er am Pagenkorps in Sankt Petersburg. Im September 1911 immatrikulierte er sich an der Kaiserlichen Universität Dorpat für Rechtswissenschaft. Dort schloss er sich der russlanddeutschen Studentenverbindung „Teutonia“ an.
Er war 1918–1928 Pastor in der Kolonie Friedenfeld im Gouvernement Taurien, 1928–1934 Pastor in Charkow, Propst des Kirchenkreises Saporozhje. Auf Births Initiative und unter seiner Leitung kam 1924 die Synode des Saporoger Kirchenkreises zustande; sie beschloss die Wiederherstellung der Evangelisch-Lutherischen Kirche in Russland. Im September 1926 entstand zudem in Charkow die Allukrainische Synode, die vier pröpstliche Kreise vereinte. Mitte der 1920er Jahre stellte sich die von Eduard Luft aus der Gemeinde Pryschib-Molotschna (Propstei Saporozhje) geleitete „Lebendige Kirche“ (Zhivaja cerkov) gegen die Erneuerungsbewegung in einigen Gemeinden und Kirchspielen. Birth sah in ihr ein Instrument der Spaltung und Schwächung der evangelisch-lutherischen Kirche. Er unterhielt vielfältige Beziehungen zu Organisationen im Ausland, z. B. zum Gustav-Adolf-Werk. In seiner Propstei verteilte er Spenden und Hilfsgelder. Wegen der Verwicklung in die Emigrationsbewegung der deutschen Siedler kam er 1929 in Untersuchungshaft der Geheimpolizei der Sowjetunion; die Sache wurde eingestellt. Am 15. Januar 1934 in Charkow verhaftet, wurde Birth wegen „nationalistischer pangermanischer und Spionagearbeit zugunsten Deutschlands“ durch den Gerichtsdreierausschuss beim Kollegium des GPU der Ukraine (nicht durch ein reguläres Gericht) in Abwesenheit am 23. Februar 1934 zu 10 Jahren Straflager verurteilt. Die Strafe verbüßte er im Lager Medwezhja Gora (Bärenberg) auf der Halbinsel Kola. In diesem Weißmeerlager des NKWD wurde er am 18. November 1937 erneut verhaftet. Zwei Tage später zum Tode verurteilt, wurde er am 3. Dezember erschossen.
Seine Frau Elsa Birth geb. Buchholz wurde am 21. Juni 1938 verhaftet und mehr als ein Jahr später, am 17. Oktober 1939, als „sozial-gefährliches Element“ zu fünf Jahren Verbannung nach Kasachstan verurteilt.

## Rehabilitierungen
Elsa Birth wurde am 3. April 1989 rehabilitiert.
Die Staatsanwaltschaft der Republik Karelien rehabilitierte Gustav Birth am 12. April 1989 als unschuldig. In der Strafsache vom 23. Februar 1934 rehabilitierte die Militärstaatsanwaltschaft des Kiewer Militärbezirks Birth am 17. Mai 1989. 

## Akten
Births Dorpater Studentenakte und Strafakten von ihm und seiner Frau werden im staatlichen Gebietsarchiv Charkiw aufbewahrt.